# Kerveltjärnen, Lappland
Kerveltjärnen är en sjö i Dorotea kommun i Lappland och ingår i Ångermanälvens huvudavrinningsområde. Sjön har en area på 0,105 kvadratkilometer och ligger 321 meter över havet. Sjön avvattnas av vattendraget Svanavattenbäcken.

## Delavrinningsområde
Kerveltjärnen ingår i det delavrinningsområde (710903-154321) som SMHI kallar för Mynnar i Eldsjön. Medelhöjden är 340 meter över havet och ytan är 12,95 kvadratkilometer. Räknas de 3 avrinningsområdena uppströms in blir den ackumulerade arean 28,88 kvadratkilometer. Svanavattenbäcken som avvattnar avrinningsområdet har biflödesordning 6, vilket innebär att vattnet flödar genom totalt 6 vattendrag innan det når havet efter 285 kilometer. Avrinningsområdet består mestadels av skog (58 procent) och sankmarker (39 procent). Avrinningsområdet har 0,1 kvadratkilometer vattenytor vilket ger det en sjöprocent på 0,8 procent.